# Erros esquerdistas
Os Erros esquerdistas (em servo-croata: leva/lijeva skretanja, лева/лијева скретања) foi um termo usado pelo Partido Comunista da Iugoslávia (PCI) para descrever políticas e estratégias radicais – descritas como Terror Vermelho (Crveni Teror) por outros – perseguidas por elementos autodenominados de esquerda entre o partido e unidades de partisans durante a Segunda Guerra Mundial, principalmente em Montenegro, Herzegovina e Sérvia, bem como em menor grau na Croácia e na Eslovênia.
De 1941 a 1942, essas áreas testemunharam execuções em massa, incêndios de aldeias e confisco de propriedades, motivados tanto por medos partidários de uma "quinta coluna" quanto por conflitos de classes. Como resultado dessas ações dos comunistas, muitos moradores de Montenegro e do leste da Herzegovina se juntaram às forças Chetnik em massa. O Partido Comunista da Iugoslávia condenou as ações realizadas durante o período e puniu vários comandantes locais.

## Nome
Essa política também foi chamada de desvio esquerdista ou desvio de esquerda, erros da esquerda ou desvios sectários. No dogma titoísta após a Segunda Guerra Mundial, essa política foi chamada de "erros da esquerda" ou "desvios da esquerda", enquanto outros a chamavam de "Terror Vermelho". Essa política às vezes é referida como a “Segunda Etapa”. Karl Marx acreditava que a revolução tem duas etapas: democrática-burguesa e proletária. Ele acreditava que, na segunda etapa, a revolução proletária deve se voltar contra seus aliados da primeira etapa.

## Contexto histórico

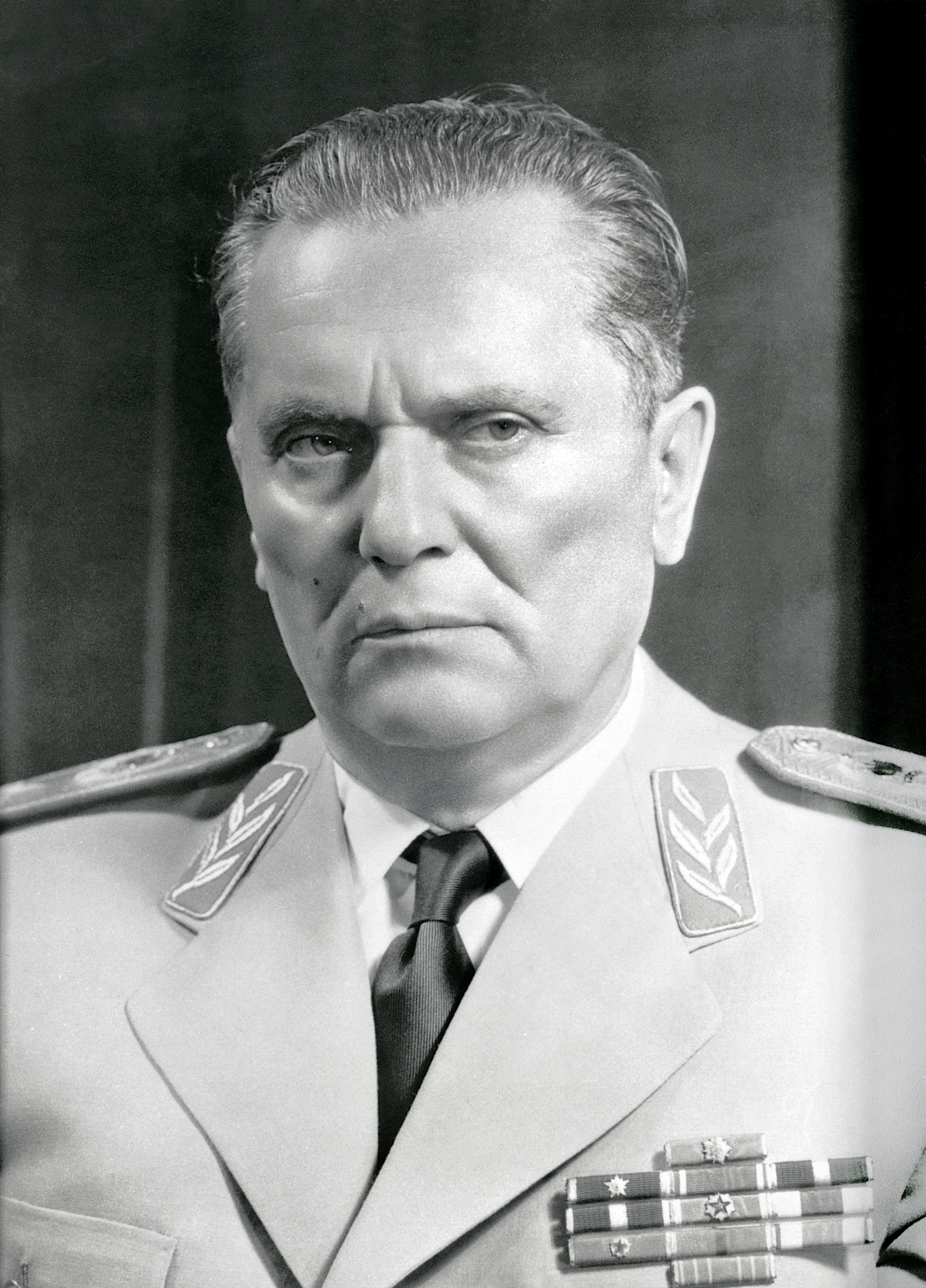
Tito formulou a estratégia de esquerda do CPI em outubro de 1940

Tito foi o principal protagonista dos desvios esquerdistas. Sua nomeação formal como secretário-geral do Partido Comunista da Iugoslávia (PCI) foi confirmada em outubro de 1940, durante a Quinta Conferência da Terra do PCI em Zagreb. Nessa conferência, Tito formulou a estratégia esquerdista do PCI focada na tomada revolucionária do poder no país, a fim de organizar uma organização administrativa de estilo soviético na Iugoslávia.
Em julho de 1941, após o ataque alemão à União Soviética, o Politburo Comunista adotou uma estratégia insistindo que os guerrilheiros deveriam ter como objetivo criar "territórios libertados", livres de inimigos. De acordo com as instruções do Politburo, tais territórios deveriam ser administrados pelos comunistas de forma estatal, para que a população local fosse exposta às ideias e práticas do socialismo. Nos territórios que passaram a ser controlados por eles, os comunistas implementaram muitas políticas radicais. Isso antagonizou muitos camponeses na Sérvia, Montenegro e Herzegovina. A preguiça era punida como deserção, e os camponeses eram punidos com altos impostos ou trabalho forçado se suas casas não estivessem arrumadas ou se contraíssem piolhos. Os comunistas iugoslavos suspenderam as instruções para não chegar à segunda fase (a revolução) dadas pelo Comintern em junho de 1941. Eles ignoraram as instruções de Moscou para encontrar um modus vivendi com o outro movimento de resistência, os Chetniks de Mihailović, porque pensaram que isso poderia colocar a ação revolucionária comunista em perigo. É por isso que Tito rejeitou os apelos soviéticos para cooperar com os Chetniks e insistiu em continuar com a revolução comunista.

## Montenegro

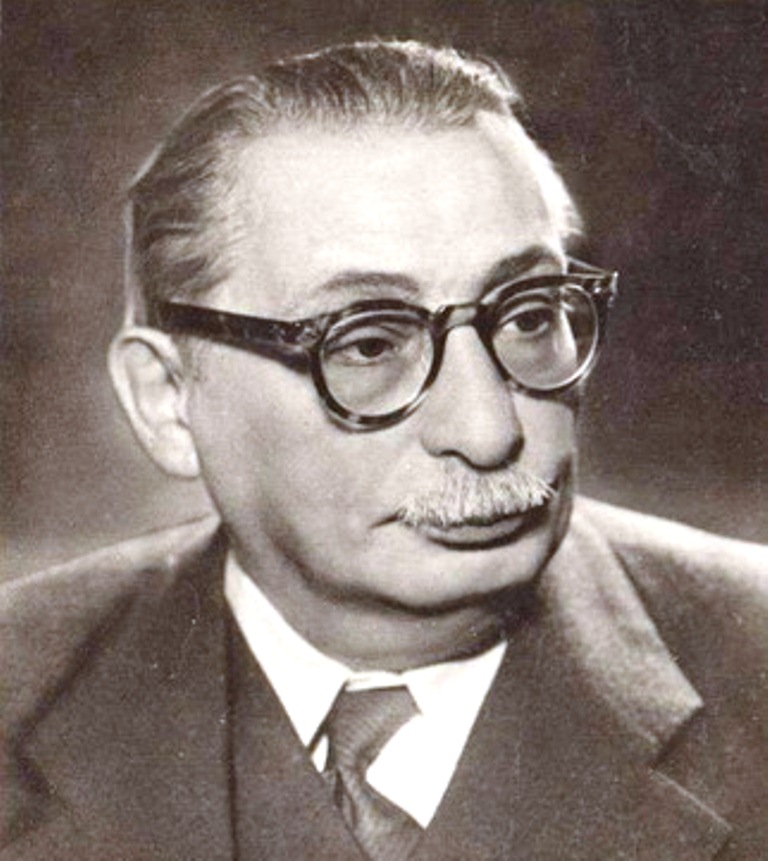
Moša Pijade, um dos principais protagonistas dos erros esquerdistas em Montenegro

Em junho de 1941, o Comitê Regional do Partido Comunista da Montenegro (PCY) para Montenegro, Boka e Sandžak emitiu uma proclamação convidando as pessoas a se juntarem à "liquidação final do sistema capitalista". A política de erros esquerdistas foi seguida em Montenegro a partir de agosto e sua intensidade aumentou após setembro de 1941. Essa política extremista foi seguida pelos Partisans em Montenegro sob a influência de Milovan Đilas e Moša Pijade.  Após o sucesso inicial da Revolta em Montenegro, os comunistas tomaram o controle de quase todo o território de Montenegro e começaram a lutar contra seus inimigos de classe. Uma porcentagem substancial da população de Montenegro apoiou os Chetniks porque eles tinham medo do "Terror Vermelho". Apesar das instruções para minimizar o lado revolucionário de suas políticas, os líderes dos Partisans Montenegrinos introduziram "elementos soviéticos" no verão de 1941, durante a Revolta em Montenegro, porque perceberam a revolta como o primeiro estágio da revolução comunista. Em 27 de julho de 1941, o comando comunista de Montenegro emitiu uma ordem para o estabelecimento de cortes marciais contra aqueles que eles percebiam como quinta coluna, encerrando sua ordem com a proclamação "Patriotas, destruam a quinta coluna e a vitória é nossa!".
Em meados de agosto de 1941, Đilas escreveu uma carta ao Comitê Regional do Partido Comunista Iugoslavo para Montenegro, Boka e Sandžak, recomendando o isolamento e a destruição da quinta coluna. Ele enfatizou que a tolerância e a inatividade dos comunistas em relação a espiões são crimes equivalentes à traição. No final de agosto de 1941, o Comitê Regional emitiu uma diretiva que seguia as recomendações de Đilas e insistia na limpeza das aldeias da quinta coluna. Em outra diretiva emitida em outubro, o Comitê Regional repetiu instruções semelhantes, insistindo na destruição daqueles que perturbassem a mobilização dos insurgentes, mesmo dizendo "esperem, ainda não é o momento certo". O próprio Đilas escreveu como os guerrilheiros em retirada, que puniram seus oponentes apenas em julho, os executaram arbitrariamente após a contraofensiva italiana de agosto de 1941.
A partir de setembro de 1941, os documentos programáticos do Partido Comunista começaram a mencionar tribunais autorizados a prescrever a pena de morte. Isso foi imediatamente posto em prática. Desde outubro de 1941, o quartel-general das forças partisans em Montenegro, Boka e Sandžak publicou listas de "inimigos do povo, incluindo espiões e traidores" executados, com uma nota: "continua...". Durante o primeiro ano, as vítimas incluíam mulheres que "flertaram" com italianos. A maioria das pessoas mortas pelos comunistas em 1941 eram oficiais militares e administrativos do antigo Reino da Iugoslávia antes da guerra. De acordo com o professor Jozo Tomasevich, durante o período de "desvio esquerdista", de aproximadamente dezembro de 1941 a maio de 1942, os partisans, especialmente na Herzegovina e em Montenegro, usaram o terror contra pessoas que não estavam colaborando, mas eram potenciais inimigos de classe.
Os partisans ocuparam Kolašin em janeiro e fevereiro de 1942 e se voltaram contra toda a oposição real e potencial, matando cerca de 300 pessoas e jogando seus corpos mutilados em fossos que eles chamavam de "cemitério de cães". Devido a este e outros exemplos de terror comunista, uma parte da população montenegrina se voltou contra os partisans. De acordo com Zbornik za istoriju, "[uma] terra sem chetniks foi repentinamente dominada por chetniks", em grande parte devido às políticas dos Desvios de Esquerda. As execuções comunistas de notáveis chefes tribais em Montenegro causaram animosidade adicional dos camponeses da classe média em relação aos comunistas. Đurišić logo recapturou Kolašin e a manteve como um bastião chetnik até maio de 1943.  Seu governo foi marcado pelo terror contra os apoiadores partisans. Um grande número de partisans e simpatizantes capturados foram executados nas semanas seguintes, incluindo o tenente-coronel Radisav Radević, o major Batrić Zečević, os capitães Đuro Radosavljević, Mileta Lakićević e Tomica Jojić, e o ex-membro do Parlamento Iugoslavo Blagota Selić, nenhum dos quais era membro do Partido Comunista. Đurišić formou uma prisão de Chetniks em Kolašin, na qual cerca de 2.000 oponentes foram encarcerados e/ou torturados. Muitos foram entregues aos italianos.
Em março de 1942, comunistas de Nikšić queimaram as aldeias de Ozrinići e Zagarač. De acordo com algumas fontes, isso foi ordenado por Đilas e Sava Kovačević. Entre o início da Revolta em Montenegro e meados de 1942, os comunistas mataram entre 500 e 624 pessoas em Montenegro, a maioria delas durante o conflito armado.

## Sérvia
Em setembro de 1941, os guerrilheiros sérvios estabeleceram a República de Užice, um miniestado militar de curta duração com seu centro administrativo em Užice. No final de novembro de 1941, os guerrilheiros foram derrotados e tiveram que recuar da Sérvia. A política de erros esquerdistas perseguida por Tito contribuiu substancialmente para a derrota dos guerrilheiros na República de Užice. Devido à repressão aos comunistas e sua intenção de prosseguir com a revolução comunista, a população da Sérvia também se voltou contra a revolta e os insurgentes comunistas. No início de dezembro de 1941 os comunistas se mudaram da Sérvia para a Bósnia (nominalmente NDH) e se juntaram aos seus camaradas que já haviam deixado Montenegro.

## Herzegovina
Só em janeiro e fevereiro de 1942, os guerrilheiros executaram 250 pessoas na Herzegovina Oriental, acusadas de pertencerem à “quinta coluna”. Só na Herzegovina, o número total de civis assassinados pelos comunistas em 1941-1942 foi provavelmente cerca de 500.
Devido a "erros de esquerda", os Partisans foram expulsos da Herzegovina durante o verão de 1942, não pelas forças do Eixo, mas pela sua população. 

## Consequências
A política de desvio esquerdista provou ser contraproducente. O desvio esquerdista deu um sentido realmente significativo à política dos nacionalistas que encontraram uma saída para a difícil situação em colaboração com as forças de ocupação e traições. O "terror vermelho" antagonizou a maior parte do campesinato e irritou a União Soviética. Como resultado das ações comunistas, os aldeões da Herzegovina Oriental e de Montenegro, que estavam longe de serem colaboradores ou kulaks, juntaram-se às forças Chetnik.
Em fevereiro de 2018, uma cova chamada Jama Kotor com supostamente cerca de 300 cadáveres de vítimas do terror vermelho foi examinada na vila de Gornje Polje, perto de Nikšić. Muitos ossos humanos foram encontrados junto com restos de roupas. Isto foi relatado à polícia que anunciou uma investigação oficial.

## Propaganda
As canções e lemas foram compostos para promover a política de desvios esquerdistas. O verso de um deles era: "Partisans, preparem metralhadoras, para saudar o rei e os ingleses" (em servo-croata: Партизани, спремите митраљезе да чекамо краља и Енглезе / Partizani, spremite mitraljeze da čekamo kralja i Engleze). O slogan partisan "Morte ao fascismo, liberdade ao povo", uma nova saudação "O Exército Vermelho está conosco – a vitória é nossa!" 

## Principais proponentes

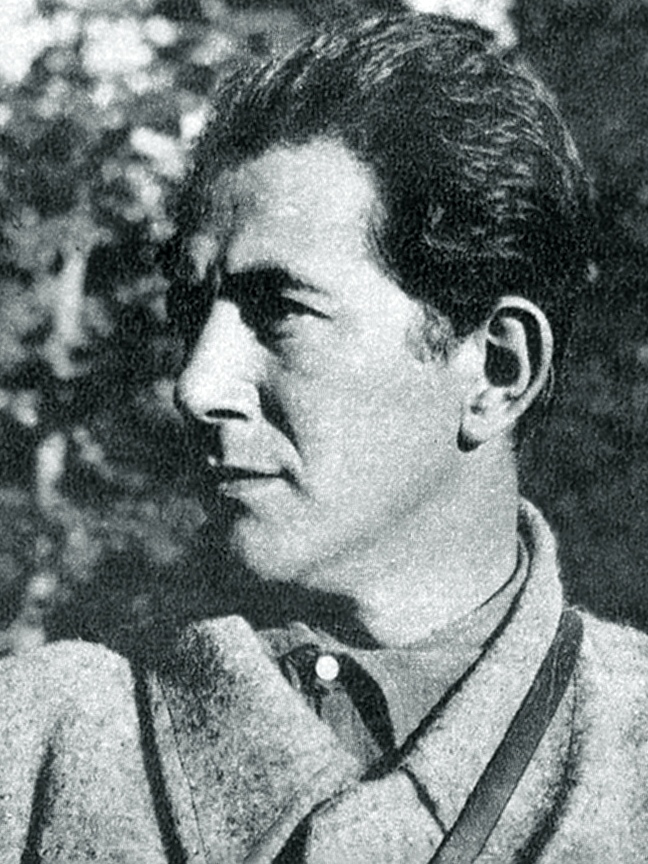
Milovan Đilas, um dos maiores expoentes dos erros esquerdistas

Os principais proponentes desta política incluíram Milovan Đilas, Ivan Milutinović e Boris Kidrič. O Partido Comunista da Iugoslávia condenou publicamente esta política e puniu (com um aviso) vários comandantes locais (Petar Drapšin e Miro Popara na Herzegovina e vários líderes do partido montenegrino). Petar Drapšin foi destituído do seu posto, afastado de todas as funções no partido comunista e dos seus membros. Moša Pijade foi considerado responsável pela adopção da política extremista brutal do CPI.
Em 22 de outubro, ou em novembro de 1941, Tito demitiu Milovan Đilas do comando das forças partisans em Montenegro por causa de seus erros durante a revolta, incluindo seus "Erros de Esquerda".
Tito alegou que Đilas cometeu erros porque organizou uma luta frontal de exércitos contra um inimigo muito mais forte em vez de conectar a luta partidária com a revolta popular e adotar métodos partidários de resistência. Đilas foi nomeado editor do jornal Borba, o principal órgão de propaganda do Partido. Enquanto Tito acusava repetidamente outros oficiais comunistas de Montenegro de "sectarismo", Edvard Kardelj admitiu a Đilas que "graves erros sectários foram cometidos na Sérvia em 1941" (sob a administração de Tito). 

## Na literatura
Em sua obra de 1997 intitulada Zlotvori, o escritor sérvio e membro da Academia Sérvia Dragoslav Mihailović também mencionou erros de esquerda como assassinatos em massa de pessoas notáveis, como veteranos do exército, professores e padres. Svetozar Vukmanović, que era membro do Quartel-General Supremo Partisan, explicou no seu trabalho de 1998 que os assassinatos de inimigos de classe pelos comunistas em Crmnica atingiram proporções massivas no início de 1942, um dia após o Natal Ortodoxo. Vukmanović sublinhou que a liderança comunista no Montenegro prosseguiu a política de assassinatos em massa em todo o Montenegro desde esse período. O escritor iugoslavo Mirko Kovač publicou em 2008 uma obra literária Pisanje ili nostalgija na qual ridicularizava alguns textos sobre erros esquerdistas afirmando que cada montenegrino viu pessoalmente quando Milovan Đilas matou os seus inimigos políticos.
Em 2017, foi publicado um livro escrito pelos historiadores Bošković e Vojinović, intitulado Os crimes comunistas em Montenegro e Herzegovina 1941-1942, no qual os autores apresentaram os nomes completos de 1.839 vítimas do terror vermelho em Montenegro e 522 na Herzegovina.